# Maison Gallet
La maison Gallet est une maison située sur la commune française de Lavours dans le département de l’Ain en région Auvergne-Rhône-Alpes.

## Description

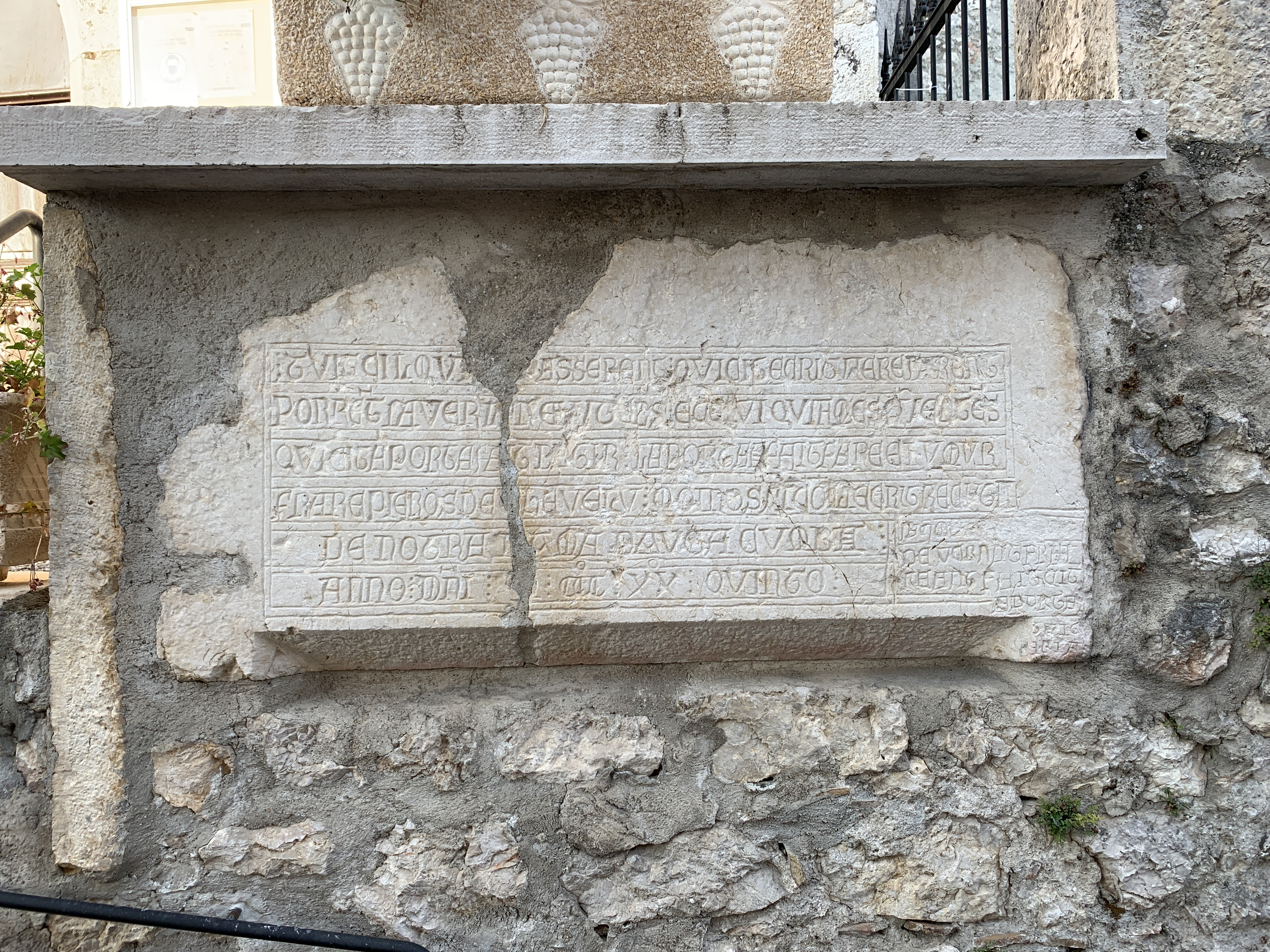
Inscription faisant l'objet de l'inscription.

La maison est située dans le département français de l'Ain, sur la commune de Lavours. L'édifice est inscrit au titre des monuments historiques en 1933.